# Barbara (Czechowice-Dziedzice)
Barbara – jedno z osiedli (jednostek pomocniczych) miasta Czechowice-Dziedzice. Położone jest w północno-wschodniej części miasta w widłach rzek Białej i Wisły.
Najstarszą osadą na terenie obecnego osiedla był średniowieczny Żebracz. Młodsze były Grabowice po raz pierwszy wzmiankowane w 1586 jako Grabowicze, kiedy to w ramach majątku czechowickiego z Żebraczem, Zbijowem, Kołem i Świerkowicami przeszły w posiadanie braci Abrahama i Joachima Sokołowskich. Osady te dzieliły odtąd losy Czechowic a zostały im administracyjnie podporządkowane wraz z ustanowieniem samorządnej gminy Czechowice w drugiej połowie XIX wieku. Na początku XX wieku w pobliżu Żebraczy rozpoczęto budowę kopalni Silesia, a niebawem również towarzyszącego osiedla robotniczego, zwanego później Kolonią.